# ناحیه ادامز، شهرستان کارول، ایندیانا
ناحیه ادامز، بخش کارول، ایندیانا (به انگلیسی: Adams Township, Carroll County, Indiana) در ایالات متحده آمریکا است که در ایندیانا واقع شده‌است.

## خصوصیات
ناحیه ادامز ۵۱۶ نفر جمعیت دارد و ۲۱۳ متر بالاتر از سطح دریا واقع شده‌است.